# リアル車将棋
リアル車将棋（リアルくるましょうぎ）は2015年に行われた将棋の対局。

## 概要
将棋電王戦のスピンオフ企画の一つとして、2015年2月8日に西武ドームで実施。対局者は羽生善治と豊島将之。
トヨタ自動車がスポンサーとなり、同社の16種類の車種、計40台が将棋の駒に見立てられた。
持ち時間は各4時間（チェスクロック使用）の切れ負け。車の移動時間も消費時間に含まれるが、成り駒の準備等については時計を止めて行う。
羽生には長岡裕也、豊島には船江恒平がアドバイザー棋士に就いた。運転担当は、羽生方が第1回日本グランプリ優勝者の多賀弘明率いる早稲田大学自動車部の部員、豊島方はトヨタ自動車東富士研究所のテストドライバーが務める。上述の通り車の移動時間も消費時間となるため、ドライバーは棋士のアドバイスと監督の無線指示に基づき、動かされそうな駒の車に予め乗り込んでおく等の対応が必要となった。

## 使用車種
使用する車は、羽生方が「トヨタの過去の人気車種」、豊島方が「トヨタの（2015年当時の）現行車種」とされ、特に豊島方についてはニコニコ動画の視聴者からの人気投票にて選ばれている。
| 駒           | 車種                        | 車種                         |
| 駒           | 羽生                        | 豊島                         |
| ------------ | --------------------------- | ---------------------------- |
| 王将（玉将） | トヨペットクラウン（2代目） | クラウンアスリート（14代目） |
| 飛車         | カローラレビン（AE86）      | 86（初代）                   |
| 角将         | ランドクルーザー（40系）    | MIRAI（初代）                |
| 金将         | プリウス（初代）            | プリウス（3代目）            |
| 銀将         | アルテッツァ                | ハリアー（3代目）            |
| 桂馬         | bB（初代）                  | iQ                           |
| 香車         | MR-S                        | カローラアクシオ（2代目）    |
| 歩兵         | ヴィッツ（初代）            | ヴィッツ（3代目）            |
| と金         | G's ヴィッツ                | G's ヴィッツ                 |

将棋のルール上、相手から取った駒を自分の持ち駒として利用できるため、本来相手方の車種である車を動かす局面も多々見られた。

## 結果
社会人時代にトヨタ自動車野球部に在籍経験のある古田敦也が振り駒を行い、豊島将之が先手となり開始された。10時間にわたり対局が行われ、ニコニコ生放送で中継され約50万人が観戦した。瞬間視聴者数55万人、累計視聴者数のべ2500万人であった。結果は羽生善治が94手で勝利した。
中継には谷川浩司（当時日本将棋連盟会長）/佐藤康光/森内俊之/木村一基/糸谷哲郎/豊川孝弘/中村太地らの将棋棋士だけでなく、脇阪寿一/中嶋一貴（共に当時トヨタの契約ドライバー）、小籔千豊/テリー伊藤/ピストン西沢/岡本信彦/伊藤かりんら芸能関係者も登場した。
3月1日特別編が公開され、未公開シーンや特別インタビューも追加された。
2021年4月にはニコ生将棋10周年記念として、ニコニコネット超会議2021において再配信が行われた。